# Astro Blaster
Astro Blaster è un videogioco arcade del tipo sparatutto, sviluppato da Gremlin Industries e pubblicato da SEGA nel 1981. Si tratta di uno dei primi titoli, insieme al contemporaneo Gorf e al precedente Berzerk, dotato di alcune frasi campionate.
La versione emulata è inclusa all'interno della raccolta Sega Mega Drive Collection per PlayStation Portable.

## Modalità di gioco
In Astro Blaster, il giocatore controlla una astronave che può sparare e muoversi in orizzontale; lo scopo del gioco è quello di colpire i nemici in movimento posti nella parte alta dello schermo, ma occorre fare attenzione alla temperatura dell'arma (se utilizzata troppo spesso si surriscalda, e viene temporaneamente disabilitata) e al carburante. Quest'ultimo può essere recuperato sparando a delle palle di fuoco, che appaiono in alcuni livelli, e al termine delle ondate nemiche, agganciandosi ad una nave-madre.

## Cloni
Esiste un clone di Astro Blaster che porta il nome di Cosmos, realizzato nel 1981 da Century Electronics. Venne convertito anche per Commodore 64.